# Diavoletto di Maxwell
Il diavoletto di Maxwell è un esperimento mentale ideato da James Clerk Maxwell circa la possibilità teorica di un congegno capace di agire a scala microscopica su singole particelle allo scopo di produrre una violazione macroscopica del secondo principio della termodinamica. In questo modo potrebbe produrre una variazione di temperatura tra due corpi senza alcuna spesa di energia. 
(James Clerk Maxwell)

## Esperimento mentale di Maxwell
Maxwell descrive l'esperimento in maniera semplice e facilmente immaginabile: si considerano infatti due contenitori immaginari, A e B, riempiti con un gas identico e alle stesse temperature, posti uno a fianco dell'altro, separati solamente da una piccola botola apribile con cui è possibile mettere in comunicazione i due vani.

Il diavoletto apre la piccola botola quando vede una molecola dirigersi verso questa.

Un piccolo diavoletto sta a guardia della botola, mantenendola chiusa e osservando le molecole agitarsi nei due diversi contenitori. Quando una molecola più veloce delle altre si dirige verso la botola, il diavoletto la apre e lascia che la molecola passi dal contenitore A al contenitore B. La velocità media delle molecole in B ne risulta quindi ogni volta aumentata, mentre quella delle molecole in A ne esce diminuita. Come noto, all'aumento della velocità media delle molecole, corrisponde un aumento della temperatura. Pertanto, successivi interventi del diavoletto comportano la diminuzione della temperatura in A, e l'aumento di quella in B: questo è in contraddizione con la seconda legge della termodinamica.
L'idea è basata sul fatto che il secondo principio, a differenza del primo, ha carattere statistico. Se si accetta di poter descrivere un gas (o in generale un corpo macroscopico) come un insieme di particelle (eventualmente interagenti) si può reinterpretare lo stato di equilibrio termodinamico di un sistema chiuso come quello più probabile e quindi quello più di frequente realizzato dalle particelle. Nulla vieta l'esistenza di fluttuazioni termodinamiche che possono portare il sistema in uno stato diverso da quello di equilibrio: esse sono escluse solo sulla base della loro improbabilità, non per ragioni fisiche codificate nelle leggi della meccanica.
Il diavoletto dovrebbe allora essere un congegno di qualche tipo, operante secondo tali leggi, ma a livello microscopico.

### Realizzazione pratica
Fin dai tempi di Maxwell sono state proposte numerose versioni del diavoletto termodinamico. In una delle più semplici, si produce una differenza di pressione anziché di temperatura, consentendo a tutte le molecole, indipendentemente dalla loro velocità di passare da B ad A, ma impedendone il passaggio nel verso opposto. Dopo un breve intervallo di tempo, la maggior parte delle molecole si concentrerà in A, mentre in B si produrrà un vuoto parziale. Questo diavoletto appare molto più verosimile della creatura originale di Maxwell, dato che non è necessario che sia in grado di vedere e di pensare. Non vi è motivo immediatamente evidente che impedisca di realizzare questo diavoletto, ad esempio con una valvola a flusso unidirezionale per le molecole, utilizzando dispositivi inanimati, come un minuscolo battente a molla. Come il diavoletto di Maxwell, questo dispositivo a pressione potrebbe costituire una sorgente illimitata di energia per molte macchine.

## Ragioni dell'impossibilità
Delle molte possibili soluzioni simili a quella proposta nessuna è stata realmente realizzata.
Non appena si scende nel dettaglio, cercando di modellizzare concretamente il diavoletto, ad esempio chiedendosi come si possa costruire un setto con le proprietà suddette, ci si scontra con una serie di problemi non banali che suggeriscono una natura fondamentale del secondo principio, che non è quindi violabile con trucchi di questo genere. Uno di questi problemi è legato al fatto che è necessario individuare le particelle (determinare ad esempio se provengono da un lato o dall'altro del setto) tramite qualche meccanismo, che in genere richiede energia (ad esempio l'invio di un fotone) e che è necessario implementare una struttura decisionale che consenta al diavoletto di agire in modo diverso a seconda del verso di provenienza della molecola (il diavoletto va quindi modellizzato come un computer, che necessita di energia per funzionare). In particolare il campo di studi che si occupa di questi problemi è quello dell'informazione quantistica. Il principio di Landauer prevede che l'eliminazione di bit di informazione produca una quantità di calore che non possa essere diminuita oltre un determinato limite. Il principio di Landauer conferma quindi il secondo principio della termodinamica ed è stato dimostrato sperimentalmente.

### Applicazione del teorema di ricorrenza di Poincaré
In base al teorema di ricorrenza di Henri Poincaré, esiste una probabilità non nulla che il sistema descritto, in un tempo sufficientemente lungo, evolva spontaneamente verso lo stato finale che sarebbe prodotto dall'azione del "diavoletto".
Sebbene questa previsione sembri contraddire il secondo principio della termodinamica, va considerato tuttavia che il tempo di ricorrenza può essere talmente lungo da vanificare qualsiasi tentativo di verifica sperimentale. In effetti, Ludwig Boltzmann, rispondendo alle critiche di Ernst Zermelo su questa apparente contraddizione tra meccanica e termodinamica, stimò il tempo di ricorrenza per un sistema di {\displaystyle N_{A}} particelle pari circa {\displaystyle e^{N_{A}}} secondi. Quindi, anche solo con 41 particelle, il tempo richiesto dal teorema sarebbe ben maggiore dell'età dell'Universo.

## Nella cultura di massa
- Nel romanzo Lunedì inizia sabato dei fratelli Strugatskij (1964-1965), due "macro"-demoni di Maxwell (Accesso e Sortita) svolgono la mansione di uscieri dell'istituto di ricerca scientifica su magia e stregoneria di Solovets. Vanno controllati, perché alle volte si lasciano distrarre e dimenticano i propri doveri.
- Nel ciclo di racconti Cyberiade di Stanisław Lem (1965), la "sesta fatica" dei costruttori Trurl e Klapaucius è dedicata ai c.d. demoni di seconda classe, modellati sul tipo del diavoletto di Maxwell (demoni di prima classe, nel testo). In particolare, il demone di seconda specie estrae "informazioni" dagli scontri tra atomi e particelle.
- Nella serie giapponese KonoSuba (light novel adattata in anime e manga) si chiama Maxwell un demone di alto rango capace di alterare la percezione della realtà.
- Nel romanzo L'incanto del lotto 49, di Thomas Pynchon, alla protagonista viene menzionata l'invenzione di una macchina che utilizza un diavoletto di Maxwell.